# MediaForEurope
MFE - MediaForEurope N.V. (abans Mediaset S.r.l., després Mediaset S.p.A., i després Mediaset N.V.) és una empresa italiana constituïda sota la llei holandesa activa en l'àmbit dels mitjans de comunicació i la comunicació, especialitzada principalment en la producció i distribució de televisió en directe i de pagament en múltiples plataformes, així com en cinema i multimèdia. producció i distribució i venda de publicitat. És el principal operador de televisió privada italià, espanyol i alemany.
El domicili social es troba a Amsterdam, Països Baixos, mentre que la seu de gestió, operativa i administrativa es troba a Cologno Monzese, a la ciutat metropolitana de Milà. Des de 1994, el president de Mediaset és Fedele Confalonieri.
El grup cotitza a la Borsa de Milà des de l'any 1996 i l'accionista majoritari és Fininvest, holding fundat als anys setanta per Silvio Berlusconi, és el segon grup de televisió privada d'Europa després de l'empresa luxemburguesa RTL Group i el primer d'Itàlia. ; pel que fa a la facturació, es troba entre les més importants del món en el mercat global dels mitjans; el 2010 va ser el millor grup de mitjans italià i cinquè d'Europa en el rànquing elaborat per Thomson Reuters Extel; el 2013 es va classificar com el 34è grup de mitjans del món.

## Filials
- Mediaset (100%)
- Mediaset España (100%)
- Publitalia '80 (100%)
- ProSiebenSat.1 Media (24,9%)
- RTI - Reti Televisive Italiane (100%)
- Medusa Film (100%)
- Taodue (100%)